# جيمس كاميرون (لاعب كرة قدم)
جيمس كاميرون (بالإنجليزية: James Cameron)‏ (1868 - 1934) هو مدرب كرة قدم ولاعب كرة قدم بريطاني (وحمل سابقاً جنسية المملكة المتحدة لبريطانيا العظمى وأيرلندا) في مركز الدفاع. لعب مع نادي ليفربول.

## وصلات خارجية
- جيمس كاميرون على موقع قاعدة بيانات كرة القدم.إي يو (الإنجليزية)